# Tribunicia potestas
Tribunicia potestas of tribunitia potestas (afkorting: TRIB POT, TR P) duidde op de potestas (het gezag) van een tribunus plebis in het oude Rome.

## Republikeinse periode
Het ambt van tribunus plebis was in de tijd van Romeinse Republiek het eerste staatsambt dat zonder probleem toegankelijk was voor plebejers. Tot de daarmee verbonden bevoegdheden behoorde het recht, alle onderscheidingen en maatregelen van de patricische magistraten en de senaat door een veto (letterlijk: ik verbied) buiten werking te plaatsen en eveneens om comitia bijeen te roepen. Daarenboven was de persoon van de tribunus plebis sacrosanct („geheiligd“, „onaantastbaar“). Wie een tribunus plebis geweld aandeed, kon als landverrader worden geëxecuteerd.

## Principaat
Bij de inrichting van het principaat door Gaius Julius Caesar Augustus kwam het tot een scheiding van ambt en bevoegdheden (d.i. tribunicia potestas) van de tribunus plebis. Hierdoor slaagde Augustus erin de Romeinse staat de facto om te vormen tot een soort monarchie, wat hij zelf de „herstelling van de Republiek“ noemde. Hij liet het ambt van tribunus plebis in naam bestaan, maar eigende voor zichzelf het gezag ervan toe. Ook Augustus' opvolgers zullen de tribunicia potestas voortaan aanwenden als een van hun machtsinstrumenten, naast het imperium maius (militaire en civiele oppergezag dat boven alle andere stond). Zo kregen Marcus Vipsanius Agrippa en Tiberius Julius Caesar beiden de tribunicia potestas voor vijf jaar toegekend door de senaat op vraag van Augustus die hen aldus als gedoodverfde opvolger aanduidde. De laatste Romeinse keizer die zich de tribunicia potestas liet toekennen was Constantijn de Grote. Na hem wordt het niet meer vermeld.

## Voetnoten
1. ↑  Met uitzondering van de dictator en censor, die uitzonderlijke ambten bekleden.
2. ↑  Augustus kon zelf niet het ambt van tribunus plebis bekleden omdat hij een patriciër was.
3. ↑  Om de vijf jaar moest de tribunicia potestas van de princeps dan ook worden vernieuwd, waardoor we op inscripties vaak de afkorting TRIB POT [Romeins cijfer] aantreffen waardoor we deze preciezer kunnen dateren.

## Referentie
- (de)  Römische recht, fachschaft.de (2004).

## Verder lezen
- (en)  S.W. Stevenson - C. Roach Smith - F.W. Madden, art. Tribunitia Potestas, S.W. Stevenson - C. Roach Smith - F.W. Madden, A Dictionary of Roman Coins, Londen, 1889, pp. 805-811.